# Krasnye djavoljata

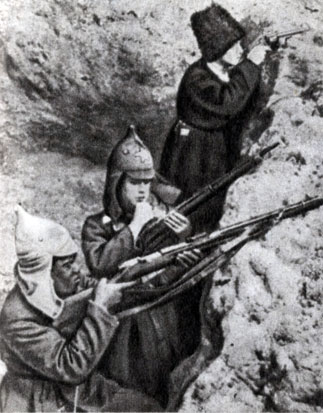
De röda djävlarna, Tom, Dunasja och Misja i en scen ur filmen.

Krasnye djavoljata (ryska: Красные дьяволята, fritt översatt: De röda djävlarna) är en sovjetisk äventyrsfilm från 1923, regisserad av Ivan Perestiani. Filmen baseras på författaren Pavel Bljachins berättelse med samma namn.

## Handling
Filmen utspelar sig i en ukrainsk by där Misja bor, som är förtjust i verk av Fenimore Cooper, och Dunjasja, som läser romanen "The Gadfly" med intresse. Plötsligt attackerar Machnos gäng byn.

## Rollista
- Pavel Jesikovskij – Misja
- Sofja Zjoseffi – Dunjasja
- Kador Ben-Salim – Tom Jackson
- Vladimir Kutjerenko – Nestor Machno
- Konstantin Davidovskij – Semjon Budjonnyj